# Karsten Neitzel
Karsten Neitzel (* 17. Dezember 1967 in Dresden) ist ein deutscher Fußballtrainer und ehemaliger Fußballspieler. Er spielte Erstligafußball bei Dynamo Dresden, dem Halleschen FC Chemie und dem SC Freiburg und ist mehrmaliger DDR-Nachwuchsnationalspieler.

## Sportliche Laufbahn

### Nachwuchsspieler
Neitzel spielte bis 1980 im sächsischen Radeberg nahe Dresden Fußball, wo er mit zehn Jahren bei der BSG Robotron, der Betriebssportgemeinschaft des dortigen Fernsehgerätewerkes, mit dem Sport organisiert begonnen hatte. 1980 delegierte ihn die BSG zur Dresdner Fußballhochburg Dynamo Dresden. Ein Jahr später wurde Neitzel Schüler der Dresdner Kinder- und Jugendsportschule Artur Becker. 1984 wurde er als Mittelfeldspieler in die Juniorenoberligamannschaft von Dynamo Dresden aufgenommen, mit der er 1985 DDR-Meister sowie 1985 und 1986 Juniorenpokalsieger wurde.
1982 wurde er erstmals Mitglied einer Auswahlmannschaft des DFV, für den er bis 1987 in den unterschiedlichen Altersklassen 60 Länderspiele bestritt. Mit der U-18 belegte er 1985 bei den Jugendwettkämpfen der Freundschaft in Bulgarien den 3. Rang.
Mit diesem Team, aufgrund der erst im Herbst ausgetragenen Endrunde oft auch als U-19 geführt, wurde der Libero 1986 in Jugoslawien nach einem 3:1-Endspielsieg über Italien Junioreneuropameister. Die Fachzeitung fuwo charakterisierte den Spielführer nach dem Turnier wie folgt: „Ein vorbildlicher Kapitän. Endlich dirigierte der Libero auch lautstark seine Abwehr.“ 1986 wurde Karsten Neitzel mit der im europäischen Championat siegreichen Juniorenauswahl zum DDR-Sportler des Jahres in der Kategorie Mannschaft gewählt.
1987 in Chile holte die DDR-U-20 die Bronzemedaille bei der Juniorenweltmeisterschaft nach einem 5:4 im Elfmeterschießen gegen den Gastgeber im Spiel um Platz 3. Auch in diesem Turnier führte Neitzel das ostdeutsche Team als Kapitän auf das Feld und zählte im kleinen Finale zu den erfolgreichen Elfmeterschützen.

### DDR-Oberliga mit Dynamo Dresden

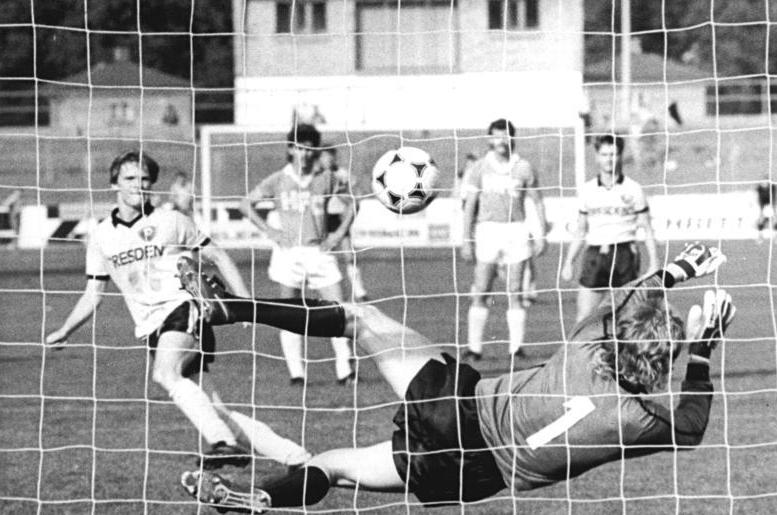
Karsten Neitzel (links) beim Schießen eines Elfmeters gegen Jens Adler, 1988

Noch als nomineller Juniorenspieler bestritt Neitzel am 23. November 1985 sein erstes Spiel in der DDR-Oberliga. In der Begegnung des 11. Spieltages der Saison 1985/86 FC Carl Zeiss Jena – Dynamo Dresden (2:0) wurde er als Mittelfeldspieler eingesetzt. Bis zum Saisonende erreichte er insgesamt sechs Oberligaeinsätze. Zur Saison 1986/87 wurde er erstmals für den DDR-Oberligakader als Abwehrspieler nominiert, spielte aber nur dreimal zwischen dem 1. und 9. Spieltag in der Oberliga. Stattdessen bestritt er für die 2. Mannschaft 21 Punktspiele in der zweitklassigen DDR-Liga. In den Spielzeiten 1987/88 und 1988/89 war Neitzel mit 24 bzw. 23 Einsätzen Stammspieler der 2. Mannschaft und bestritt lediglich in der Rückrunde 1988/89 noch eine Oberligabegegnung als Einwechselspieler für Dynamos Erste. Damit ging er auch in die Statistik als Spieler der Dresdner Meistermannschaft 1988/89 ein. Anfang 1989 wurde Neitzel als Zweitligaspieler in den Kader der DDR-Nachwuchs-Nationalmannschaft aufgenommen, mit der er im Laufe des Jahres sieben Länderspiele als Mittelfeld- bzw. Abwehrspieler bestritt. Zum Ende der Saison 1988/89 verließ Neitzel nach neun Jahren Dynamo Dresden, wo er zehn Oberligaspiele ohne Torerfolg und 68 DDR-Liga-Spiele mit fünf Toren absolviert hatte.

### Zwischen Halle und Freiburg
Zur Saison 1989/90 kam es zwischen Dynamo Dresden und dem Ligakonkurrenten Hallescher FC Chemie zu einem Spielertausch, Dresden gab Neitzel gegen den bisherigen Hallenser Libero Andreas Wagenhaus ab. Neitzel übernahm zunächst auch in Halle die Libero-Position, wechselte aber im Winter 1990 in das Mittelfeld. Mit 23 Spielen hatte er sich sofort einen Stammplatz bei Chemie erobert. Diesen konnte er, hauptsächlich weiter im Mittelfeld spielend, auch 1990/91 verteidigen. Mit Platz vier in der letzten DDR-Oberliga-Saison qualifizierte sich Halle für die 2. Bundesliga – und auch für den UEFA-Pokal. In der über 32 Runden laufenden Saison 1991/92 bestritt Neitzel 23 Punktspiele, abwechselnd in der Abwehr und im Mittelfeld spielend sowie seinen einzigen Einsatz im Europapokal beim 2:1-Erstrundenhinspielheimsieg gegen Torpedo Moskau.
Der Hallesche FC konnte sich nicht in der 2. Bundesliga behaupten und stieg nach einer Spielzeit in die Regionalliga ab. Neitzel wechselte daraufhin zur Saison 1992/93 zum Zweitligisten Stuttgarter Kickers. Dort blieb er zwei Spielzeiten und bestritt als Abwehrspieler 79 der 84 Punktspiele. 1994 stiegen auch die Kickers aus der 2. Bundesliga ab, und Neitzel wagte mit dem Wechsel zum SC Freiburg den Sprung in die 1. Bundesliga. Bei den Freiburgern stand er bis zum Sommer 1997 unter Vertrag, kam aber über die Rolle des Ersatzspielers nicht hinaus. Er bestritt in den drei Spielzeiten lediglich 18 Bundesligaspiele, darunter nur zwei Begegnungen über die volle Spieldauer. Nach dem Ende der Saison 1996/97 beendete Neitzel seine Laufbahn als Leistungssportler.

## Trainerlaufbahn
Unmittelbar nach dem Ende seiner Spielerlaufbahn begann Neitzel beim SC Freiburg als Trainer der Amateurmannschaft zu arbeiten und war zeitgleich Co-Trainer der Profimannschaft unter Volker Finke. Dieser Doppelfunktion kam er zehn Jahre lang nach (1997 bis 2007). Seit 2001 ist Neitzel im Besitz der DFB-Fußballlehrerlizenz. Nach dem Abschied von Finke im Jahr 2007 war er bis Dezember 2008 auf eigenen Wunsch nur noch für die Amateurmannschaft verantwortlich. 1998 stieg Neitzel mit dem Team direkt in die Oberliga Baden-Württemberg auf. 2001 wurde er Verbandspokalsieger und zog in die erste Hauptrunde des DFB-Pokals ein, in der er sich mit seinen Amateuren 0:1 gegen den FC Schalke 04 geschlagen geben musste. 2008 wurde er Meister in der Oberliga Baden-Württemberg und qualifizierte sich direkt für die neugeschaffene dreigleisige Regionalliga.
Mit den Profis stieg er als Co-Trainer in dieser Zeit zweimal in die Bundesliga auf (1998 und 2003) und qualifizierte sich 2001 nach einem fünften Platz in der Bundesliga für den UEFA-Cup. Dort erreichte der SC Freiburg die dritte Runde und schied gegen den späteren Pokalsieger Feyenoord Rotterdam aus.
Viele Spieler, die in den elfeinhalb Jahren beim SC Freiburg II seine Trainingsgruppe durchlaufen hatten, wurden später Stammspieler bei verschiedenen Bundesligisten (Daniel Schwaab und Ömer Toprak bei Bayer 04 Leverkusen, Dennis Aogo beim Hamburger SV und VfB Stuttgart,  Sascha Riether beim 1. FC Köln, Karim Matmour bei Eintracht Frankfurt, Daniel Caligiuri beim SC Freiburg, VfL Wolfsburg und Schalke 04, Daniel Williams bei der TSG 1899 Hoffenheim, Daniel Pavlović bei den Grasshoppers Zürich)
Anfang 2009 ging er zusammen mit Volker Finke und Ibrahim Tanko zum asiatischen Champions-League-Sieger von 2007, den japanischen Urawa Red Diamonds. Dort fungierte er zwei Spielzeiten lang als Co-Trainer. Im September 2011 wurde er Co-Trainer des VfL Bochum unter Andreas Bergmann. Im November 2012 übernahm er den Posten des Chefcoaches beim VfL. Nach sportlicher Erfolglosigkeit wurde er am 8. April 2013 von seinen Aufgaben entbunden.
Am 18. Juni 2013 gab Holstein Kiel, Aufsteiger in die 3. Liga, die Verpflichtung Neitzels bekannt. Er erhielt dort einen bis zum 30. Juni 2015 datierten Zweijahresvertrag. In seiner ersten Saison konnte er mit den Kielern den Klassenerhalt feiern. In seiner zweiten Spielzeit in der Schleswig-Holsteinischen Landeshauptstadt konnte er sein Team sogar in die Relegationsspiele zum Aufstieg in die 2. Fußball-Bundesliga führen, dort unterlag man allerdings nach einem 0:0 vor heimischer Kulisse dem TSV 1860 München im Rückspiel in der Münchener Arena mit 1:2. Holstein Kiel stellte Karsten Neitzel am 16. August 2016 frei, nachdem man in den ersten vier Begegnungen der Spielzeit 2016/17 nur vier Punkte holte.
Zur Saison 2017/18 wurde er Trainer der Sportvereinigung Elversberg in der Regionalliga Südwest und unterschrieb einen bis zum 30. Juni 2019 laufenden Vertrag. Nach seiner Beurlaubung im März 2018 übernahm er am 8. April 2018 die Cheftrainerposition bei Rot-Weiss Essen in der Regionalliga-West. Am 4. Juni 2019 wurde Neitzel von seinen Aufgaben in Essen entbunden. Ein knappes Jahr später verpflichtete der Lokalrivale ETB Schwarz-Weiß Karsten Neitzel als Leiter für die Ausbildung und Entwicklung seiner Talente und Trainer, bereits Anfang Oktober 2020 verabschiedete sich Neitzel wieder. Seit dem 1. Dezember 2020 ist Karsten Neitzel Cheftrainer des malaysischen Traditionsvereins und Erstligisten Selangor FA in Kuala Lumpur.